# Ishigaki (stad)
Ishigaki (japanska: 石垣市?, Ishigaki-shi),  yaeyama: Ishangya, är en stad i Okinawa prefektur, Japan. Staden fick stadsprivilegier 1947.
Staden omfattar ön Ishigaki och de omstridda Senkaku-öarna.

## Kommunikationer
Staden har en flygplats, New Ishigaki Airport (flygplatskod "ISG"), som öppnades 2013. Den används främst för inrikesflyg.